# Resolució 876 del Consell de Seguretat de les Nacions Unides
La Resolució 876 del Consell de Seguretat de les Nacions Unides fou adoptada per unanimitat el 19 d'octubre de 1993. Després de reafirmar les resolucions 849 (1993), 854 (1993) i 858 (1993) pel que fa a la guerra entre Abkhàzia i Geòrgia, el Consell va determinar que la situació continuava constituint una amenaça per a la pau i la seguretat internacionals.
La preocupació va ser expressada per les violacions del dret internacional humanitari i la neteja ètnica a la regió, tot afirmant la sobirania i la integritat territorial de Geòrgia. El Consell també va condemnar la violació de l'acord d'alto el foc del 27 de juliol de 1993 per part d'Abkhàzia i les accions posteriors en violació del dret internacional humanitari. També es va condemnar l'assassinat del president del Consell de Defensa i del Consell de Ministres de la República Autònoma d'Abkhàzia.
Es va demanar a ambdues parts al conflicte que s'abstinguessin de l'ús de la força i quede vulnerar el dret internacional humanitari, mentre estudiava la recomanació del Secretari General Boutros Boutros-Ghali d'enviar una missió d'investigació per investigar la neteja ètnica a Geòrgia. Es va reafirmar el dret dels refugiats i persones desplaçades a tornar a casa seva.
El Consell va donar la benvinguda a l'ajuda humanitària d'organismes humanitaris internacionals, i va instar els Estats membres a proporcionar ajuda en aquest sentit i demanant accés sense restriccions als treballadors humanitaris. Al mateix temps, es va instar els Estats membres que no proporcionessin cap tipus d'assistència a la part abkhàs, a excepció de l'assistència humanitària, en particular la prevenció d'armes.
La resolució 876 va concloure en elogis dels esforços del Secretari General i del seu Enviat Especial, el president en exercici de l'Organització per a la Seguretat i la Cooperació a Europa i el Govern de Rússia. Acull amb beneplàcit la intenció del Secretari General de presentar un informe sobre els esdeveniments relacionats amb la Missió d'Observació de les Nacions Unides a Geòrgia i posar fi al conflicte.